# Акакий Серски
 Тази статия е за мъченика от XIX век.  За мъченика от IV век вижте Акакий Кападокийски.  
Акакий Серски (на гръцки: Άγιος Ακάκιος) e източноправославен преподобномъченик от XIX век.

## Биография
Роден е с името Атанас в 1792 година в българското село Ново село до Солун. Още когато e на девет години семейството му се преселва заедно с него в град Сяр, където той като невръстен е взет за хранениче от местния бей и става мюсюлманин. Родителите му огорчени се връщат и заживяват в Солун. Наклеветен от мащехата си, че иска да я изнасили, Атанас е изгонен от бея на 18 години и заминава при родителите си. Осъзнал греха на отстъпничеството си, той се покайва и подстригва за монах в Хилендарския манастир на Света гора, където е приет обратно в лоното на църквата. След една година се оттегля в Иверския манастир, където неотдавна пострадват монасите Евтимий и Игнатий. Узнал за мъченичеството им, Акакий решава да последва примера им и публично да обяви отричането си от исляма, макар да знае, че за това ще бъде осъден на смърт.
На 1 април заминава с кораб от Света гора и на 23 април пристига в Галата, квартала на столицата Цариград. На 29 април, събота, Акакий се явява пред турския съд, разказва за отричането си и публично проклина Мохамед и го нарича лъжепророк. Османците започват с увещания и мъчения да се опитват да го склонят да остане в исляма, но Акакий отказва и е осъден. На 1 май 1816 година е обезглавен на лобното място наричано Пармак капи. Тялото му е откупено за 800 гроша и пренесено на Света гора.
Светите му мощи са поставени първом в неговата килия, а после в новопостроения храм в чест на пострадалите преди него преподобномъченици Евтимий и Игнатий. Главата на Свети Акакий днес е в руския светогорски манастир „Свети Пантелеймон“.
Българският светец Акакий Серски се чества на Атон в деня на мъченическата му смърт 1 май, съвместно с преподобномъчениците Евтимий (21 март) и Игнатий (8 октомври), за което е съставена обща служба на тримата светци.